# Oreophryne anulata
Oreophryne anulata är en groddjursart som först beskrevs av Leonhard Hess Stejneger 1908.  Oreophryne anulata ingår i släktet Oreophryne och familjen Microhylidae. IUCN kategoriserar arten globalt som sårbar. Inga underarter finns listade i Catalogue of Life.